# Xenophrys minor
Xenophrys minor és una espècie d'amfibi que viu a la Xina, Tailàndia, Vietnam i, possiblement també, a Laos i Myanmar.
Està amenaçada d'extinció per la pèrdua del seu hàbitat natural.